# Eisstadion am Pferdeturm
Das Eisstadion am Pferdeturm ist eine Eissporthalle in der niedersächsischen Hauptstadt Hannover. Die Anlage bietet 4608 Zuschauern auf überwiegend Stehplatzrängen Platz und wurde 1959 errichtet. Im Stadion tragen die Hannover Indians aus der Eishockey-Oberliga Nord und die Pferdeturm Hunters ihre Heimspiele aus. Des Weiteren gibt es täglich Öffnungszeiten für Schlittschuhläufer.

## Lage
Das Stadion befindet sich im Stadtteil Kleefeld an der Scheidestraße, einer Verlängerung der vierspurigen Ausfallstraße Hans-Böckler-Allee. Gut erreichbar ist es durch die 100 Meter entfernte Ausfahrt Pferdeturm des Messeschnellweges sowie mit öffentlichen Verkehrsmitteln vom S-Bahnhof Kleefeld und von der Stadtbahnhaltestelle Clausewitzstraße. Wenige Meter vor dem Stadion steht der 1387 erstmals urkundlich genannte Pferdeturm, der namensgebend für das Stadion war. Er war als Wartturm Teil der mittelalterlichen Hannoverschen Landwehr.

## Betrieb
Das Stadion wurde 1959 als Kunsteislaufbahn auf einem Grundstück der Stadt Hannover für 4500 Zuschauer erbaut. Zuvor wurde Eissport in der Nähe auf überfrorenen Betonflächen oder Gartenflächen betrieben. 1978 wurde das Eisstadion überdacht. Seither nagt der Zahn der Zeit an dem Bauwerk. Im Sommer 2003 wurde die Pacht für das Stadion durch die Stadt Hannover ausgeschrieben, es bewarben sich der Verein selbst und der Gastronom Herbert Müllerchen. Letzter erhielt den Zuschlag und begann daraufhin mit der Renovierung des Stadions.
Zu größeren Umbaumaßnahmen am Eisstadion kam es im Sommer 2004. Dabei wurde das Dach auf der Eingangsseite um einen Abschnitt vergrößert. Die Strafbank wurde neu gestaltet und die veralteten Sitzplätze erneuert. Weiterhin wurde die Bande komplett saniert.
Nach dem Tode Herbert Müllerchens 2011 betrieb dessen Tochter Kathrin Müllerchen das Stadion bis zur Sommerpause 2014 weiter. Neue Betreiber sind seither das Ehepaar Gerhard Griebler und Kristina Mittrop-Griebler als Gesellschafter der KMG-Network GmbH.

## Galerie

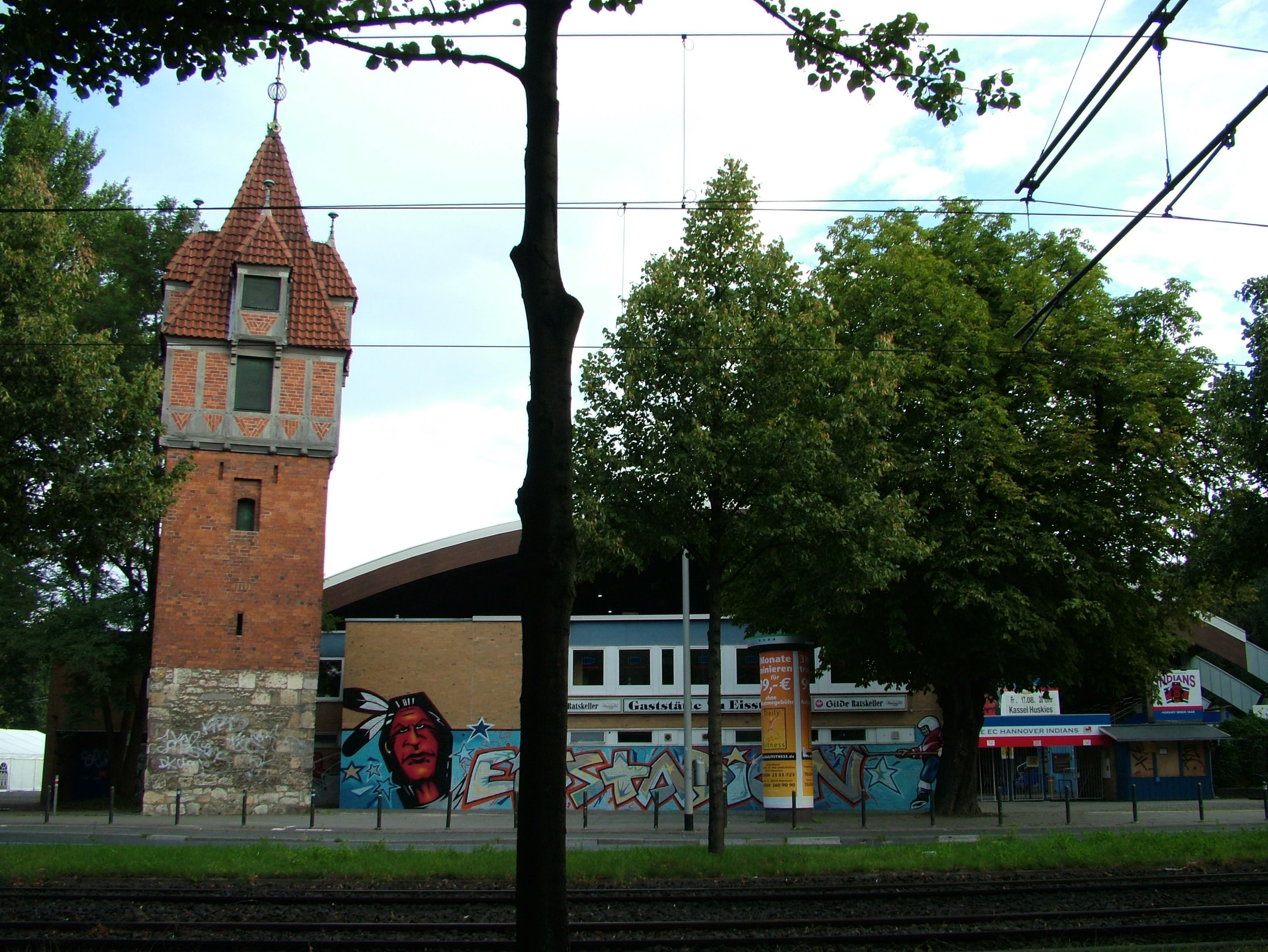
Eisstadion am mittelalterlichen Pferdeturm
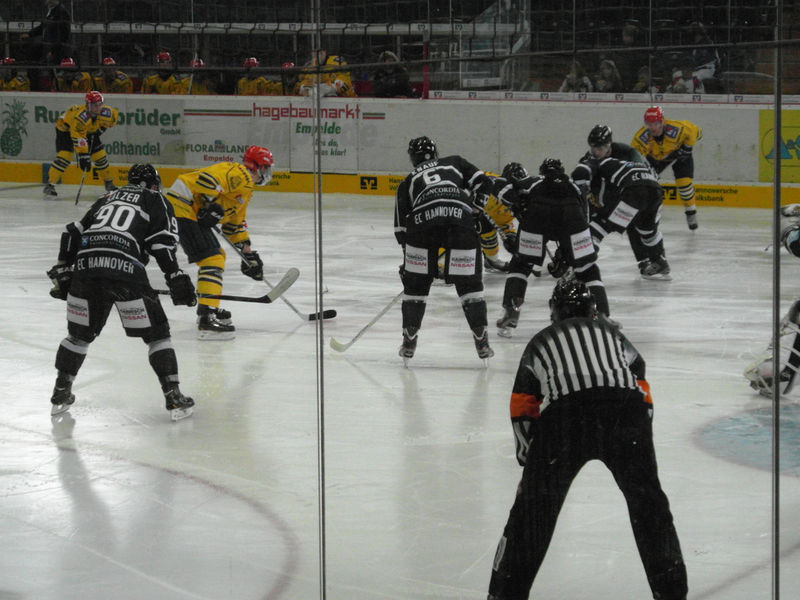
Eishockeyspiel zwischen den Hannover Indians und den Lausitzer Füchsen im Eisstadion am Pferdeturm
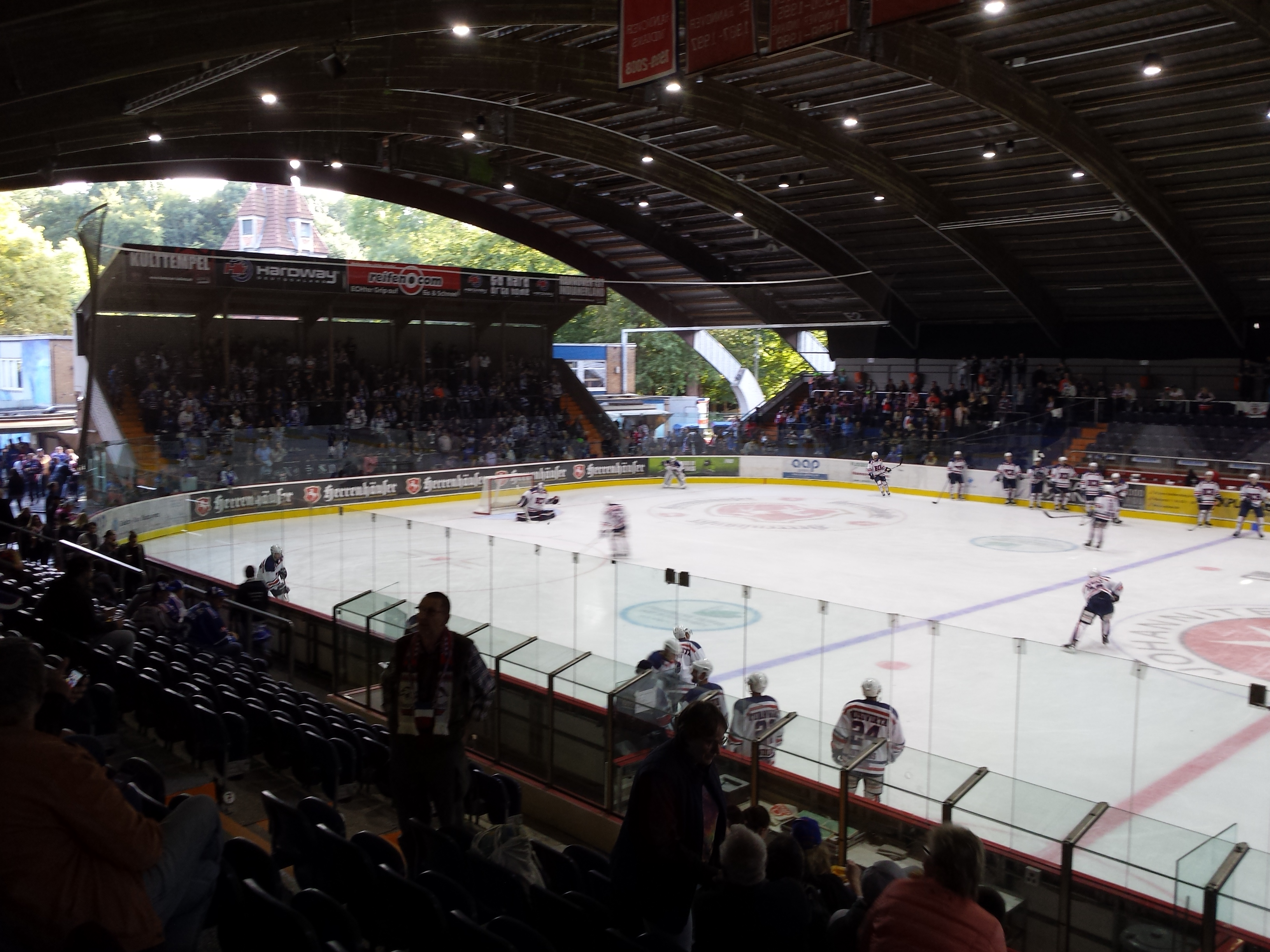
Innenraum im September 2017